# Реучешть
Реучешть, Реучешті (рум. Răucești) — село у повіті Нямц в Румунії. Входить до складу комуни Реучешть.
Село розташоване на відстані 314 км на північ від Бухареста, 36 км на північ від П'ятра-Нямца, 89 км на захід від Ясс.

## Населення
За даними перепису населення 2002 року у селі проживали 3234 особи, з них 3233 особи (> 99,9%) румунів. Усі жителі села рідною мовою назвали румунську.